# Leonid Sokov
Pour les articles homonymes, voir Sokov.
Leonid Sokov (en russe : Леонид Петрович Соков), né le 11 octobre 1941 à Mikhailevo et mort le 6 avril 2018 à New York, est un sculpteur russe ayant vécu et travaillé à New York.

## Biographie
Leonid Petrovich Sokov est né le 11 octobre 1941 à Mikhailevo.
Il est diplômé de l'Institut Stroganov en 1969, puis a émigré aux États-Unis en 1980. Son style « pop » s'adapte au style socialiste grâce à l'utilisation de l'idéologie comme un objet de consommation. Il a travaillé avec d'autres artistes, tels Dmitri Prigov, Alexander Kosolapov, et Rostislav Lebedev.
En 2016, la Tsukanov Family Foundation et Vladimir Semenikhin firent don de sculptures en bois réalisées par Sokov au Centre Pompidou qui intégrèrent sa collection permanente.
Il meurt le 6 avril 2018 à New York,.

## Collections publiques
- Musée Russe, Saint-Pétersbourg, Russie
- Galerie Tretiakov, Moscou, Russie
- Musée de l'Ermitage, Saint-Pétersbourg, Russia
- Musée Solomon R. Guggenheim, New York
- Moscow Museum of Modern Art (en) (MMoMA), Moscou, Russie
- National Centre for Contemporary Arts (en), Moscou, Russie
- ART4.RU Contemporary Art Museum (en), Moscou, Russie
- Jane Voorhees Zimmerli Art Museum à l'Université Rutgers, USA
- Nasher Museum of Art à l'Université Duke, USA
- Cleveland Museum of Art, USA[5]
- Centre Pompidou